# Circuit de la Sarthe 1990
La 38e édition du Circuit de la Sarthe a eu lieu du 11 au 14 avril 1990.

## Étapes
| Étape     | Date     | Villes étapes                 |  | Distance (km) | Vainqueur d’étape | Leader du classement général |
| --------- | -------- | ----------------------------- |  | ------------- | ----------------- | ---------------------------- |
| 1re étape | 11 avril | Mamers - Mamers               |  | 157           | Michel Vermote    | Michel Vermote               |
| 2e étape  | 12 avril | Mamers – Château-du-Loir      |  | 190           | Marcel Wüst       | Michel Vermote               |
| 3e étape  | 13 avril | Château-du-Loir - La Suze     |  | 194           | Laurent Jalabert  | Michel Vermote               |
| 4ea étape | 14 avril | Coulaines - Coulaines         |  | 19,7          | Dimitri Zhdanov   | Dimitri Zhdanov              |
| 4eb étape | 14 avril | Neuville-sur-Sarthe - Le Mans |  | 96            | Hendrik Redant    | Dimitri Zhdanov              |

## Déroulement de la course

### 1reétape
|    | Coureur            | Équipe                            |    | Temps          |
| -- | ------------------ | --------------------------------- | -- | -------------- |
| 1  | Michel Vermote     | RMO                               | en | 4 h 4 min 19 s |
| 2  | Pascal Poisson     | Z-Tommaso                         | +  | 1 s            |
| 3  | Dimitri Zhdanov    | URSS                              | +  | 31 s           |
| 4  | Marcel Wüst        | RMO                               | +  | m.t.           |
| 5  | Frédéric Moncassin | Castorama                         |    | m.t.           |
| 6  | Frank Augustin     |                                   |    | m.t.           |
| 7  | Laurent Jalabert   | Toshiba                           |    | m.t.           |
| 8  | Stéphane Guay      | Tulip Computers                   |    | m.t.           |
| 9  | Mikhail Orlov      | URSS                              |    | m.t.           |
| 10 | Hendrik Redant     | Équipe cycliste Lotto (1985-2004) |    | m.t.           |

|    | Coureur        | Équipe |    | Temps          |
| -- | -------------- | ------ | -- | -------------- |
| 1  | Michel Vermote | RMO    | en | 4 h 4 min 19 s |
| 2  |                |        | +  |                |
| 3  |                |        |    |                |
| 4  |                |        |    |                |
| 5  |                |        |    |                |
| 6  |                |        |    |                |
| 7  |                |        |    |                |
| 8  |                |        |    |                |
| 9  |                |        |    |                |
| 10 |                |        |    |                |

### 2eétape
|    | Coureur               | Équipe          |    | Temps |
| -- | --------------------- | --------------- | -- | ----- |
| 1  | Marcel Wüst           | RMO             | en |       |
| 2  | Frédéric Moncassin    | Castorama       | +  |       |
| 3  | Laurent Jalabert      | Toshiba         |    |       |
| 4  | Michel Vermote        | RMO             |    |       |
| 5  | Hendrik Redant        | Lotto           |    |       |
| 6  | Anthony Theus         |                 |    |       |
| 7  | Jens Heppner          |                 |    |       |
| 8  | Dmitri Nelyubin       | URSS            |    |       |
| 9  | Juan Carlos Domínguez | Tulip Computers |    |       |
| 10 | Peter De Clercq       | Lotto           |    |       |

|    | Coureur            | Équipe    |    | Temps |
| -- | ------------------ | --------- | -- | ----- |
| 1  | Michel Vermote     | RMO       | en |       |
| 2  | Pascal Poisson     |           | +  |       |
| 3  | Dimitri Zhdanov    |           |    |       |
| 4  | Marcel Wüst        | RMO       |    |       |
| 5  | Frédéric Moncassin | Castorama |    |       |
| 6  | Laurent Jalabert   | Toshiba   |    |       |
| 7  | Hendrik Redant     | Lotto     |    |       |
| 8  | Dmitri Nelyubin    |           |    |       |
| 9  | Anthony Theus      |           |    |       |
| 10 | Augustin           |           |    |       |

### 3eétape
|    | Coureur            | Équipe  |    | Temps           |
| -- | ------------------ | ------- | -- | --------------- |
| 1  | Laurent Jalabert   | Toshiba | en | 5 h 10 min 38 s |
| 2  | Mike Landsmann     |         | +  |                 |
| 3  | Uwe Preißler       |         |    |                 |
| 4  | Marcel Wüst        |         |    |                 |
| 5  | Stéphane Guay      |         |    |                 |
| 6  | Frédéric Moncassin |         |    |                 |
| 7  | Anthony Theus      |         |    |                 |
| 8  | Sylvain Bolay      |         |    |                 |
| 9  | Robert Grezechnik  |         |    |                 |
| 10 | Micksan Ratnikov   |         |    |                 |

|    | Coureur | Équipe |    | Temps |
| -- | ------- | ------ | -- | ----- |
| 1  | '       |        | en |       |
| 2  |         |        | +  |       |
| 3  |         |        |    |       |
| 4  |         |        |    |       |
| 5  |         |        |    |       |
| 6  |         |        |    |       |
| 7  |         |        |    |       |
| 8  |         |        |    |       |
| 9  |         |        |    |       |
| 10 |         |        |    |       |

### 4ea étape
|    | Coureur         | Équipe |    | Temps |
| -- | --------------- | ------ | -- | ----- |
| 1  | Dimitri Zhdanov |        | en |       |
| 2  |                 |        | +  |       |
| 3  |                 |        |    |       |
| 4  |                 |        |    |       |
| 5  |                 |        |    |       |
| 6  |                 |        |    |       |
| 7  |                 |        |    |       |
| 8  |                 |        |    |       |
| 9  |                 |        |    |       |
| 10 |                 |        |    |       |

|    | Coureur         | Équipe |    | Temps |
| -- | --------------- | ------ | -- | ----- |
| 1  | Dimitri Zhdanov |        | en |       |
| 2  |                 |        | +  |       |
| 3  |                 |        |    |       |
| 4  |                 |        |    |       |
| 5  |                 |        |    |       |
| 6  |                 |        |    |       |
| 7  |                 |        |    |       |
| 8  |                 |        |    |       |
| 9  |                 |        |    |       |
| 10 |                 |        |    |       |

### 4eb étape
|    | Coureur        | Équipe |    | Temps |
| -- | -------------- | ------ | -- | ----- |
| 1  | Hendrik Redant |        | en |       |
| 2  |                |        | +  |       |
| 3  |                |        |    |       |
| 4  |                |        |    |       |
| 5  |                |        |    |       |
| 6  |                |        |    |       |
| 7  |                |        |    |       |
| 8  |                |        |    |       |
| 9  |                |        |    |       |
| 10 |                |        |    |       |

|    | Coureur                 | Équipe |    | Temps            |
| -- | ----------------------- | ------ | -- | ---------------- |
| 1  | Dimitri Zhdanov         |        | en | 16 h 58 min 52 s |
| 2  | Michel Vermote          | RMO    | +  | 25 s             |
| 3  | Thierry Marie           |        |    | 26 s             |
| 4  | Dmitri Nelyubin         |        |    | 30 s             |
| 5  | Philippe Louviot        |        |    | 1 min 46 s       |
| 6  | Pascal Poisson          |        |    | 1 min 49 s       |
| 7  | Jens Heppner            |        |    | 1 min 49 s       |
| 8  | Gilbert Duclos-Lassalle |        |    | 2 min 09 s       |
| 9  | Didier Faire-Perret     |        |    | 2 min 17 s       |
| 10 | Hendrik Redant          |        |    | 2 min 18 s       |

## Classements finals

### Classement général
|    | Cycliste                | Équipe |    | Temps            |
| -- | ----------------------- | ------ | -- | ---------------- |
| 1  | Dimitri Zhdanov         |        | en | 16 h 58 min 52 s |
| 2  | Michel Vermote          | RMO    | +  | 25 s             |
| 3  | Thierry Marie           |        |    | 26 s             |
| 4  | Dmitri Nelyubin         |        |    | 30 s             |
| 5  | Philippe Louviot        |        |    | 1 min 46 s       |
| 6  | Pascal Poisson          |        |    | 1 min 49 s       |
| 7  | Jens Heppner            |        |    | 1 min 49 s       |
| 8  | Gilbert Duclos-Lassalle |        |    | 2 min 09 s       |
| 9  | Didier Faire-Perret     |        |    | 2 min 17 s       |
| 10 | Hendrik Redant          |        |    | 2 min 18 s       |

### Classements annexes
|   | Cycliste | Équipe | Points |
| - | -------- | ------ | ------ |
| 1 | '        |        |        |
| 2 |          |        |        |
| 3 |          |        |        |

|   | Cycliste | Équipe | Points |
| - | -------- | ------ | ------ |
| 1 | '        |        |        |
| 2 |          |        |        |
| 3 |          |        |        |

|   | Cycliste | Équipe |    | Temps |
| - | -------- | ------ | -- | ----- |
| 1 | '        |        | en |       |
| 2 |          |        | +  |       |
| 3 |          |        |    |       |

|   | Équipe | Pays |   | Temps |
| - | ------ | ---- | - | ----- |
| 1 |        |      |   |       |
| 2 |        |      | + |       |
| 3 |        |      |   |       |

## Évolution des classements
| Étape              | Vainqueur          | Classement général | Classement de la montagne | Classement des sprints | Classement du meilleur jeune | Classement par équipes |
| ------------------ | ------------------ | ------------------ | ------------------------- | ---------------------- | ---------------------------- | ---------------------- |
| 1                  |                    |                    |                           |                        |                              |                        |
| 2                  | Marcel Wüst        | Michel Vermote     |                           |                        |                              |                        |
| 3                  | Laurent Jalabert   |                    |                           |                        |                              |                        |
| 4a                 | Dimitri Zhdanov    | Dimitri Zhdanov    |                           |                        |                              |                        |
| 4b                 | Hendrik Redant     | Dimitri Zhdanov    |                           |                        |                              |                        |
| Classements finals | Classements finals | Dimitri Zhdanov    |                           |                        |                              |                        |